# Simeon
Simeon I., poznat i kao Simeon I. Veliki (Pliska, oko 864. – Preslav, 27. svibnja 927.), bugarski knez i car (893. – 927.) iz klana Dulo.

## Životopis
Treći je sin bugarskog kneza Borisa I. (852. – 889.) i Marije. Nakon što je njegov otac uklonio najstarijeg sina s vlasti, postao je novim vladar Bugara. Iskoristio je slabljenje Bizanta te je 894. godine započeo rat i osvojio područje Trakije i Makedoniju, izbio do Korintskog zaljeva te 896. godine prisilio Bizant na plaćanje danka. Istovremeno je, uz pomoć Pečenega, odbio napade Mađara i preusmjerio ih u Panonsku nizinu.
Godine 913. za vrijeme drugog rata protiv Bizanta (912. – 924.), opsjedao je Carigrad, nakon čega ga je carigradski patrijarh Nikola I. Mistik okrunio carem. Kada su propali pregovori o braku između Simeonove kćeri i mladoga cara Konstantina VII. Porfirogeneta, Simeon je ponovno provalio na bizantsko područje i 914. godine osvojio Hadrijanopol. Nakon odlučujuće pobjede nad bizantskom vojskom (917.) kraj Anhijala, u blizini današnjega Burgasa, uzeo je naslov "cara Bugara i Romeja" i opet provalio do Carigrada, no ni ovoga puta nije uspio osvojiti bizantsku prijestolnicu.
U međuvremenu, proširio je svoju vlast i na područje Raške (925.), kada je srpski knez pobjegao u Hrvatsku pred Bugarima. U pokušaju da osvoji Hrvatsku njegova je vojska doživjela strahovit poraz od hrvatskog kralja Tomislava (925. godine). Tomislav je od Bizanta, kao njihov saveznik, dobio upravu nad bogatim dalmatinskim gradovima i otocima. Time je Tomislav ujedinio Hrvatsku i Dalmaciju i postao prvim hrvatskim vladarom koji je vladao od Drave do Jadrana.
Ohrabren uspjesima, Simeon je bugarsku arhiepiskopiju uzdigao na rang patrijaršije. Naslijedio ga je sin, Petar I. Bugarski.

## Vanjske poveznice
- Simeon Hrvatska enciklopedija

| Prethodnik:            | Bugarski knez i car (893. - 927.) | Nasljednik:                  |
| Vladimir (889. – 893.) | Bugarski knez i car (893. - 927.) | Petar I. Sveti (927. – 969.) |